# Station Ballerup
Station Ballerup  is een S-tog-station in Ballerup  in de regio Hovedstaden in Denemarken. Het is een van de oorspronkelijke stations aan de lijn van Kopenhagen - Frederikssund die werd geopend in 1879. In 1949 werd Ballerup het westelijke eindpunt van het S-tog netwerk en ten westen van het station ligt dan ook nog een opstelterrein. In 1989 werd de S-tog verder naar het westen doorgetrokken en werd de hele lijn tot Frederikssund onderdeel van het S-tog netwerk.
Frederikssund · Vinge · Ølstykke · Egedal · Stenløse · Veksø · Kildedal · Måløv · Ballerup · Malmparken · Skovlunde · Herlev · Husum · Islev · Jyllingevej · Vanløse · Flintholm · Valby · Carlsberg · Dybbølsbro · København H · Vesterport · Nørreport · Østerport · Nordhavn · Svanemøllen · Hellerup · Charlottenlund · Ordrup · Klampenborg
Frederikssund · Ølstykke · Egedal · Stenløse · Veksø · Måløv · Ballerup · Malmparken · Herlev · Vanløse · Flintholm · Peter Bangs Vej · Langgade ·  Valby · Carlsberg · Dybbølsbro · København H · Vesterport · Nørreport · Østerport